# 安楽亭
株式会社安楽亭（あんらくてい）は、埼玉県さいたま市中央区に本社を置く、焼肉を中心とするレストランのチェーン店を経営する企業。

## 展開店舗

### 焼肉レストラン
- 焼肉レストラン 安楽亭
- 炭火焼肉 七輪房

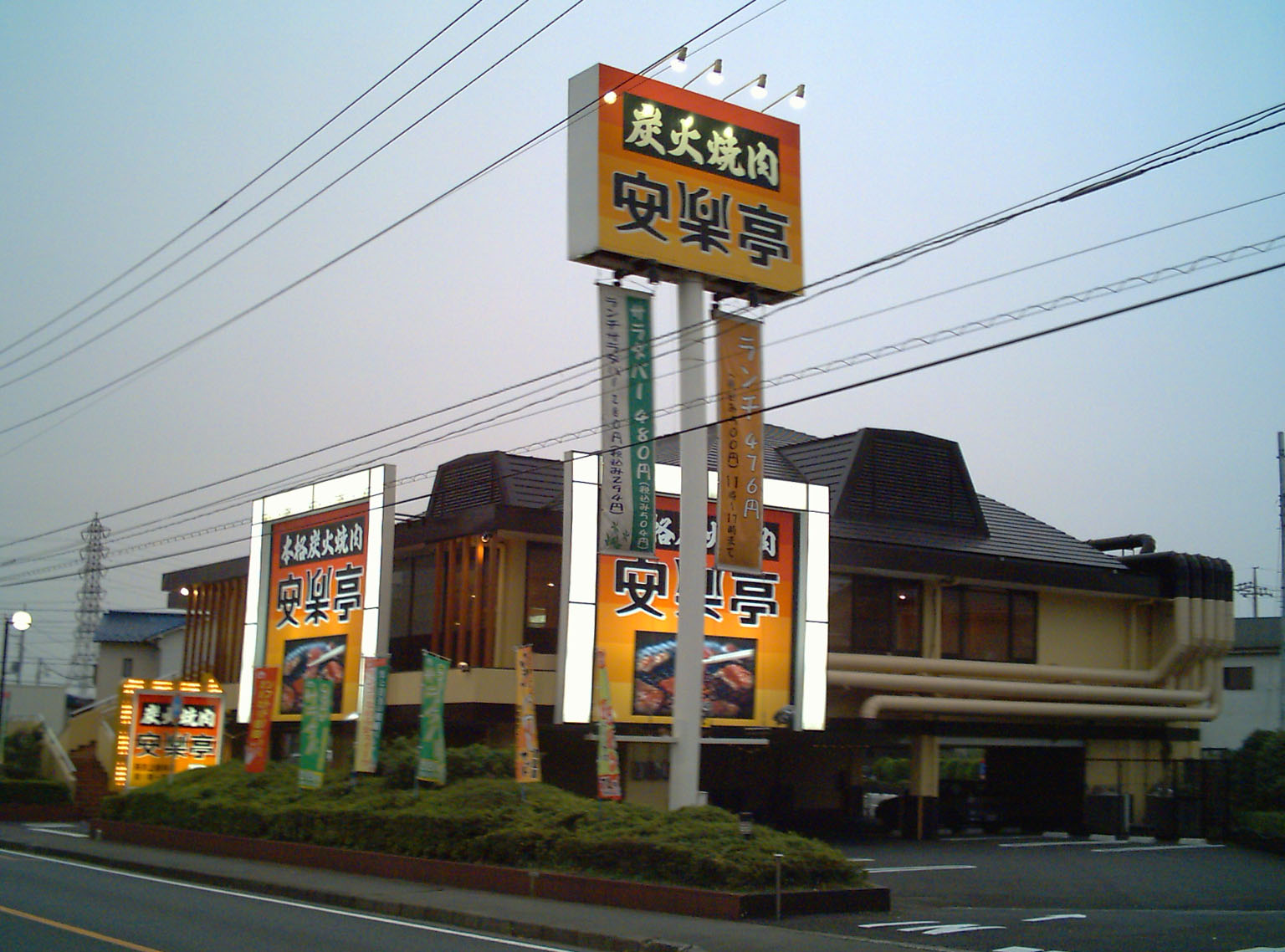
安楽亭 所沢上新井店

- 炭火 からくに屋 - 所沢市東狭山ヶ丘の1店舗。
- 国産牛カルビ本舗安楽亭 - さいたま市南区の1店舗。

### その他のレストラン
安楽亭による他業態への進出にあたり開設されたもので、上海菜館以外は1店舗のみであることから実質的にモデル店舗である。
- 飲茶Bar ロンチャン - 所沢市亀ヶ谷の1店舗。
- 上海菜館 - 中華料理。2001年度までは多店舗展開されたが業績悪化などで閉店され、アルーサ店（アルーサB館2F）と西前川店、吉川店の3店舗のみ。

#### アルーサB館（書楽）内
- AGRICO（アグリコ） - イタリア料理を中心とした洋食レストラン
- 和食 春秋亭 - 和食レストラン
- CAFE Bean's - 喫茶店

### かつて展開した業態
- ブックデポ書楽 - 1997年、書籍販売に進出し書店を開業。2008年3月に当社関係企業の北与野エステートへ売却。

## 沿革
- 1963年（昭和38年）4月 - 埼玉県蕨市塚越町に焼肉店安楽亭を創業。
- 1978年（昭和53年）11月 - 株式会社安楽亭を設立し、本社所在地を埼玉県川口市芝新町4-30に置く。
- 1980年（昭和55年） - 埼玉県大宮市大宮南銀座店開店。
- 1985年（昭和60年）
  - 4月 - 伊藤忠商事と資本提携。
  - 10月 - フランチャイズの1号店として、蕨西口店オープン。
- 1986年（昭和61年）12月 - 埼玉県浦和市（現・さいたま市）に田島工場を設置。
- 1988年（昭和63年）12月 - 埼玉県浦和市（現・さいたま市）に栄和工場を設置。
- 1992年（平成4年）7月 - 大宮天沼店オープンにより直営・FC・暖簾店舗100店舗体制となる。
- 1995年（平成7年）3月 - 運送部門強化のため、株式会社デイリーエクスプレスを100％子会社化。
- 1997年（平成9年）
  - 4月 - 書籍販売等の新事業に進出。株式会社書楽が北与野駅前に「ブックデポ書楽」をオープン。
  - 6月 - 本社を埼玉県与野市（現・さいたま市中央区）上落合2-3-5　アルーサA館に移転。
  - 7月 - 新業態のイタリアンレストラン「アグリコ」1号店をオープン。
  - 9月 - 日本証券業協会に当社株式を店頭登録。
  - 12月 - 栗橋店オープンにより直営・FC・暖簾店舗200店舗体制となる。
- 1998年（平成10年）
  - 4月 - 埼玉・神奈川・東京・千葉の4事業部体制となる。
  - 8月 - 新業態の和食店「春秋亭」をオープン。
- 1999年（平成11年）
  - 8月 - 仕入コスト削減と物流の合理化のため、株式会社サリックスマーチャンダイズシステムズを子会社化。
  - 9月 - 茨城県五霞町に五霞工場（精米・キムチ・タレ等加工工場および配送センター）を設置。
- 2000年（平成12年）
  - 3月 - 平成11年度優良フードサービス事業システム改善部門において、農林水産大臣賞を受賞。
  - 8月 - 東京証券取引所第二部に株式上場。
  - 11月 - グループ企業全体のIT化推進を目的として、株式会社アン情報サービスを設立し、書楽を合併。
- 2002年（平成14年）
  - 7月 - 新業態の「からくに屋」をオープン。
  - 12月 - 新業態の「七輪房」1号店をオープン。
- 2003年（平成15年）11月 - 中華レストラン部門の新ブランドとしてチャイニーズガーデン「龍饗（ロンチャン）」1号店をオープン。
- 2007年（平成19年）9月 - 新業態「安楽亭 楽コンセプト」をオープン。
- 2008年（平成20年）3月 - アン情報サービスから分社化した株式会社書楽の株式を、同族企業の北与野エステートへ売却し、当社の連結対象から除外。
- 2012年（平成24年）4月 - サリックスマーチャンダイズシステムズがデイリーエクスプレスを吸収合併。
- 2017年（平成29年）3月 - 日総開発株式会社より開花亭などの3店舗を譲受
- 2020年（令和2年）2月 - アークミールの株式100％を取得し、同社を子会社化[1]。
- 2024年（令和6年）12月 - 子会社「安楽亭ベトナム」がベトナムに新店舗をオープン[2]。

## 不祥事
2017年（平成29年）7月30日にあざみ野店で食事をした客2人の便から病原性大腸菌「O-157」が検出され、8月23日夜、横浜市から営業停止処分を下された。

## その他
主要借入先がリーマンブラザーズアジアキャピタルカンパニーである（2008年3月現在。株主総会招集通知より）。